# Nemicolopterus

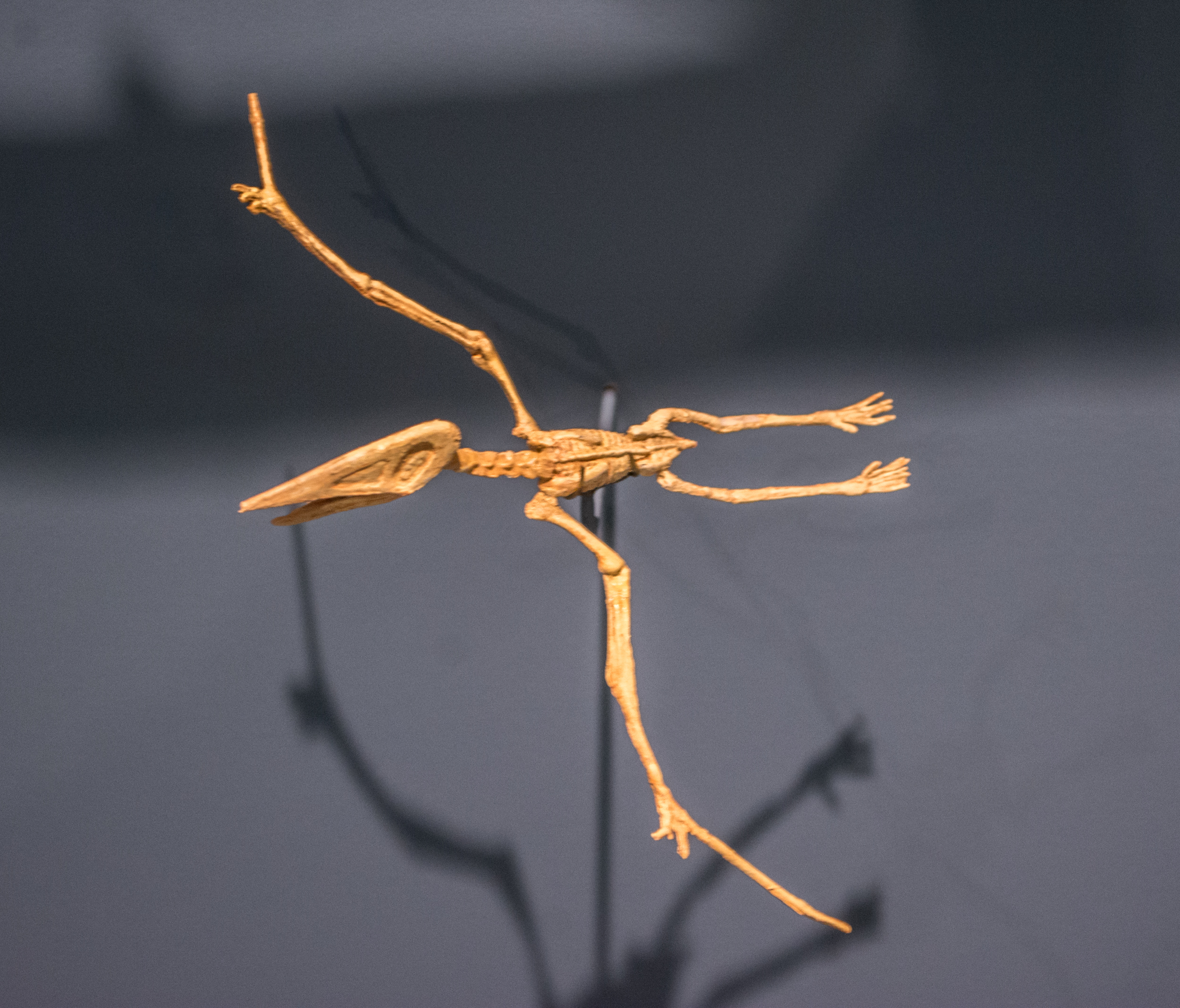
szkielet

Nemicolopterus – rodzaj niewielkiego pterozaura należącego do grupy Dsungaripteroidea. Żył w okresie wczesnej kredy na terenach dzisiejszej Azji. Został opisany w oparciu o niemal kompletny szkielet prawie dorosłego osobnika. Skamieniałości te (IVPP V14377) odkryto w datowanych na apt, około 120 milionów lat, osadach formacji Jiufotang na zachodzie chińskiej prowincji Liaoning. Nemicolopterus jest najmniejszym znanym przedstawicielem Dsungaripteroidea i jednym z najmniejszych spośród wszystkich znanych pterozaurów.
Nemicolopterus crypticus był bezzębnym pterozaurem o rozpiętości skrzydeł szacowanej na 25 cm. Czaszka była wydłużona i mierzyła 40,3 mm długości. Oczodoły były owalne i kształtem przypominały te u pterozaurów należących do grupy Archaeopterodactyloidea, takich jak Pterodactylus i Germanodactylus – ich średnica dochodziła do 9,3 mm. Od innych pterozaurów odróżniały go: obecność krótkiego wyrostka nosowego przyśrodkowego, odwróconego naramienno-piersiowego grzebienia na kości ramiennej oraz dobrze wykształconego wyrostka tylnego na kości udowej nad jej połączeniem stawem z kością piszczelową. Kręgi szyjne były krótkie, brak również dowodów na obecność u Nemicolopterus żeber szyjnych. Kręgi grzbietowe nie były zrośnięte w notarium. Występowało co najmniej osiem kręgów krzyżowych, jednak nie tworzyły one synsacrum. Obecność czterech kręgów ogonowych sugeruje, że Nemicolopterus miał krótki ogon. Łopatka, mierząca około 11,5 mm długości, była dłuższa od kości kruczej, która mierzyła 8,3 mm. Kości te nie były ze sobą zrośnięte.
Przeprowadzona przez Wanga i współpracowników analiza kladystyczna wykazała, że Nemicolopterus jest bazalnym przedstawicielem Dsungaripteroidea i taksonem siostrzanym kladu Ornithocheiroidea, obejmującego zwierzęta o rozpiętości skrzydeł przekraczającej dziesięć metrów, takie jak Quetzalcoatlus. Pozycja filogenetyczna Nemicolopterus crypticus sugeruje, że ornitocheiroidy wyewoluowały z bezgrzebieniowych i bezzębnych nadrzewnych form owadożernych.
Nemicolopterus jest najlepiej spośród wszystkich znanych pterozaurów, zwłaszcza pterodaktyli, przystosowany do prowadzenia nadrzewnego trybu życia. Jego odkrycie potwierdza również wysokie zróżnicowanie fauny grupy Jehol, porównywalne z tym w Fossillagerstätte: górnojurajskim w Solnhofen oraz dolnokredową formacją Santana w Brazylii.